# Antonio Solario
Pour les articles homonymes, voir Solario et Zingaro.
Antonio Solario dit lo Zingaro (né en 1465 à Civita d'Antino, dans l'actuelle province de l'Aquila, dans les Abruzzes et mort en 1530) est un peintre italien de l'école napolitaine du XVe siècle.

## Biographie
Antonio Solario a étudié d'abord avec Lippo Dalmasio à Bologne. Il s'est rendu  ensuite à Venise, Ferrare, Florence et Rome. De retour à Naples, il a  pris rapidement la première place dans son art. 
Il a lancé une nouvelle façon de peindre à Naples et les œuvres peintes entre son temps et celui de Bernardo Tesauro (vers 1470) sont appelés Zingareschi (« peintures zingaresches »). Silvestro de Buoni  fut un de ses élèves,.

## Œuvres
- Saint Ambroise, évêque de Milan.
- Saint Louis, évêque de Toulouse.
- Une vingtaine de grandes fresques illustrant la vie de saint Benoît, monastère de San Severino, Naples.
- Vierge à l'Enfant avec les saints trônes, galerie Studj, Naples.

## Postérité
Un hommage lui est rendu lors de la Première Mondiale d'Art Tzigane organisée par l'association Initiatives Tsiganes de Gérard Gartner du 6 au 30 mai 1985 à la Conciergerie de Paris.